# Philippe Renusson
Philippe Renusson, jurisconsulte français, né au Mans en 1632.
Il fit de bonnes études dans cette ville, fut reçu avocat au parlement de Paris en 1653, et acquit beaucoup de réputation par ses ouvrages, qui ont été réimprimés jusqu'à la fin du XVIIIe siècle, il mourut à Paris en 1699.
On a de lui :
1. Traité des propres réels, réputés réels et conventionnels, Paris, 1681, in-fol. ; ibid., in-4° ;
2. Traité de la subrogation de teux qui succèdent au lieu et placé des créanciers, Paris, 1685, in-4° ; ibid., 1723, avec des notes de Charles de Fourcroy ; 1732, 1742, in-4° ;
3. Traité de la communauté de l'homme et de la femme conjoints par mariage, Paris, 1692, in-fol. ; ibid., 1722, in-4° ;
4. Traité du douaire et de la garde noble et bourgeoise, Paris, 1699 ; nouvelle édition, 1743. in-4°.

Tous les ouvrages de Renusson ont été réunis et publiés avec des augmentations et des annotations par J.-A. Sérieux avocat, in-fol, Cette dernière édition est la plus complète.